# Löjen och tårar (1913)
Löjen och tårar är en svensk stumfilm från 1913 i regi av Victor Sjöström.

## Handling
Murardottern Hilda är förlovad med bodbiträdet Ferdinand. Av honom blir hon tipsad om att häradshövding Draper söker anställa en jungfru. Hilda får platsen, men besväras av frun i huset, Augusta, som är en riktig ragata och som kör med både sin familj och tjänstefolket. En dag visar hon sina juveler för Hilda och ber henne vara särskilt rädd om dem. Samma kväll beger sig Augustas son Arvid på maskerad och passar då på att låna juvelerna utan att meddela modern.
Häradshövding Drager söker upp Hilda i köket. Med Hilda finns hennes fästman Ferdinand, som hastigt göms undan bakom en skärm. Augusta upptäcker att juvelerna är försvunna och rusar till köket, där hon anklagar Hilda för att stulit dem. Polis tillkallas och Hilda häktas. Ingen tror på Hildas historia om att hon är oskyldig, alla utom Ferdinand som nästa dag går till Dragers hus för att reda ut historien. Av husets betjänt får han reda på att Arvid lagt tillbaka juvelerna på morgonen och tillsammans med Drager får de polisen att släppa Hilda. Hilda återförenas med Ferdinand och sin far.

## Om filmen
Löjen och tårar bygger på pjäsen med samma namn av Johan Jolin, vilken hade uruppförts 1862 på Södermalmsteatern i Stockholm. Pjäsen omarbetades till filmmanus av Charles Magnusson och filminspelningen skedde i juli och augusti 1912 vid Svenska Biografteaterns ateljé med exteriörer från dess omgivningar i Lidingö av Julius Jaenzon. Inspelningstiteln var Dragers juveler.
Filmen premiärvisades den 3 mars 1913 på biograf Röda Kvarn i Sveasalen i Stockholm. Under visningarna ackompanjerades filmen av musik arrangerad av Gustav Erbs, framförd av Röda Kvarns orkester med Erbs som orkesterledare. När filmen visades på biograf Fenix i Stockholm var Axel Broberg arrangör och orkesterledare. Den 2 maj 1913 visades filmen i Oslo (då Kristiania) på Verdensspeilet. Den har även visats i Finland.
Löjen och tårar finns inte bevarad.

## Rollista
- Victor Lundberg – Drager, häradshövding
- Mia Hagman – Augusta, hans hustru
- Richard Lund – Arvid, deras son
- Tutt Spångberg – Hilda, jungfru hos Dragers
- Hugo Björne – Larsson, murare, hennes far
- Justus Hagman – Ferdinand, bodbiträde, hennes fästman
- Agnes Öberg – Arvids fästmö
- Eric Lindholm – betjänt hos Dragers
- Paul Hagman

## Mottagande
Utförligast recenserades filmen i Stockholmstidningen som skrev "Man har ju inte vant sig att ha alltför stora anspråk på filmer av svenskt ursprung; den här hör till de bättre." Signaturen William i Afton-Tidningen ansåg att lustspelet var "bra genomfört och innehållet underhållande". Sydsvenska Dagbladet Snällposten skrev efter att filmen premiärvisats i Malmö: "Ett mycket roligt svenskt lustspel vari Victor Lundberg uppbär huvudrollen. Vare nog sagt!"